# Jakub Tůma
Jakub Tůma (Litoměřice, 9 settembre 1998) è un cestista ceco.

## Palmarès
- Campionato ceco: 3

ČEZ Nymburk: 2019-20, 2020-21, 2021-22
- Coppa della Repubblica Ceca: 2

ČEZ Nymburk: 2020, 2021